# Сайра Бану
Сайра Бану е индийска актриса.
Родена е на 23 август 1944 година в Масури в семейството на филмов продуцент и актрисата Насим Бану. Започва да се снима в киното през 1961 година и бързо получава широка известност, като до началото на 70-те е сред най-популярните индийски актриси. Сред най-успешните ѝ филми са जंगली(1961), शागिर्द (1967), दीवाना (1967), सगीना (1974). През 1966 година се жени за известния актьор Дилип Кумар.